# Пионер (военное дело)
Пионер — солдат, решающий инженерные и строительные задачи. Аналог сапёра и военного инженера.
Сначала пионеры входили в состав артиллерийских частей европейских армий, но позже стали входить в пехотные части, инженерные и самостоятельные отделения, а также отделения материально-технического снабжения.
Основная задача пионеров — помощь в строительстве дорог, мостов, полевых укреплений и военных лагерей. До и во время Первой мировой войны пионеры строили и ремонтировали военные железные дороги. Во Второй мировой войне пионерские части использовали во вспомогательных частях и на передовой. Военно-инженерные машины, а также появление оружия массового поражения расширили возможности и усложнили задачи современных пионеров.
В вооружённых силах Британского содружества различают небольшие подразделения «штурмовых пионеров», которые входят в состав пехотных полков, и отдельные пионерские подразделения, как это было в Королевском пионерском корпусе. Корпус морской пехоты США в свою очередь иногда объединял сапёров в «пионерские батальоны».

## Этимология
Термин «пионер» (фр. pionnier) был заимствован в английский язык из старофранцузского. Слово с корнем «peon», записанным в 1523 г., означало «пеший солдат». В военной терминологии его начали использовать с 1626-1627 гг.
В конце XVIII в. капитан Джордж Смит определил этот термин как:
```
Пионеры в военное время — те, кого присылают для похода с армией, починки дорог, работы над окопами, укреплениями, для создания шахт и подходов. Солдаты также заняты во всех этих делах. В большинстве иностранных артиллерийских полков есть полроты пионеров, хорошо обученных этому важному делу. Наши полки пехоты и 
кавалерии
 имеют по 3-4 пионера, снабженных фартуками, топорами, пилами, лопатами и кирками
[
7
]
.
```

## Пионеры в британской армии
В британских пехотных полках были небольшие отряды пионеров для тяжёлых и инженерных работ, особенно для расчистки дороги в лесах, а также для руководства штурмом укреплений. Эти подразделения превратились в «штурмовых пионеров». Они же послужили основой для создания Королевского пионерского корпуса.
Во время Первой мировой войны, по крайней мере «на бумаге», каждой дивизии был выделен пионерский пехотный батальон, который мог обучать пехоту выполнению пионерских обязанностей. Эти батальоны формировались и числились в составе существующих пехотных полков. В них брали по возможности тех, кто в гражданской жизни обладал навыками полезными в работе по профилю.
17 октября 1939 года был сформирован Вспомогательный военный пионерский корпус, который использовали для выполнения легких инженерных задач. 22 ноября 1940 года его переименовали в Пионерский корпус. 28 ноября 1946 года произошла новая смена названия на «Королевский пионерский корпус». 5 апреля 1993 года Королевский пионерский корпус объединили с другими подразделениями, сформировав Королевский корпус логистики.
Специализированные пионерские подразделения Королевского корпуса логистики, 23 пионерский полк, базировавшийся в казармах Сент-Дейвидс в Бистере, и 168 пионерский полк, со штаб-квартирой в казармах принца Уильяма Глостерского в Грэнтэме, были расформированы в 2014 году в рамках реорганизации армии (Army 2020 Refine).
Батальон поддержки ARRC базируется в казармах Имджин, Инсворт. До июня 2010 года — в военном комплексе Райндален, Германия.
Все британские пехотные полки до настоящего времени продолжают содержать штурмовые пионерские подразделения.
Сержант-пионер — единственное звание, которое разрешает военнослужащему носить бороду на параде.

## Пионеры в индийской армии
Пионеров широко использовали в британской индийской армии, поскольку ей приходилось вести кампании в труднопроходимой местности, где практически отсутствовала инфраструктура.
В 1780 году в Мадрасе были сформированы две роты пионеров. К 1803 году их количество увеличили до 16, разделив на два батальона. В то же время сформировали бомбейских и бенгальских пионеров.
В конце XIX века ряд существующих индийских пехотных полков получили название и начали выполнять роль пионеров в армии. Двенадцать индийских пионерских полков, существовавших в 1914 году, были подготовлены и оснащены как для дорожных, железнодорожных и инженерных работ, так и для обычной пехотной службы. Двойная функция не позволяла считать их элитными подразделениями, но частота, с которой они принимали активное участие в боевых действиях, сделала назначение в пионерские полки популярным среди британских офицеров.
В экипировку сипаев до Первой мировой войны входили: кирка или легкая лопата в специальном кожаном снаряжении и винтовка со штыком. У сержантов и горнистов также были топоры, пилы и сучкорубы (биллхуки). Более тяжелое снаряжение, например взрывчатку, перевозили на мулах. Таким образом, подразделение было хорошо оснащено для выполнения простых полевых инженерных задач, а также для обороны на враждебной территории.
Во время войны возросшая специализация пионеров сделала их слишком ценными для использования в качестве обычной штурмовой пехоты. Поэтому в 1929 году пионерские полки были выведены из состава линейной пехоты и сгруппированы в Мадрасский пионерский корпус (четыре батальона), Бомбейский пионерский корпус (четыре батальона), Сикхский пионерский корпус (четыре батальона) и Хазарский пионерский корпус (один батальон).
Все четыре пионерских корпуса были расформированы в 1933 году, а основную часть личного состава перевели в Корпус сапёров и горняков, роль которых пионеры выполняли параллельно. Был сделан вывод, что пионерские батальоны стали менее эффективными в техническом отношении, чем саперы и горняки, но всё же слишком хорошо обучены специальным функциям, чтобы их можно было использовать в качестве пехоты. Кроме того, их основная роль по строительству дорог на границе теперь была передана гражданским работникам.
Индийский пионерский корпус был восстановлен в 1943 году.

## Пионеры в израильской армии
Название израильских военных пионеров является производным от гражданского термина. Пионерские части в израильской армии были сформированы в 1948 году из еврейских гражданских пионеров, поселенцев, которым разрешили совмещать военную службу с сельским хозяйством.
В израильской армии существует военизированная программа и одноименная 933-я пехотная бригада «Боевая пионерская молодежь», (ивр. חטיבת הנח"ל‎, Noar Halutzi Lohem или просто «Нахаль»), сочетающая социальное волонтёрство, военную службу и сельское хозяйство.

## Пионерские подразделения
Великобритания
- Мальтийские пионеры.
- Британский гарнизон (Пионеры) в Кале.
- Пионерский корпус.
- 4-й (пионерный) батальон Coldstream Guards при гвардейской дивизии, 1917[14], известен как «Гвардейский пионерный батальон».
- 6-й Восточно-Йоркширский полк (пионерский батальон) при дивизии, 1917 г. (трехротный состав).
- 3-й батальон «Salford Pals» (19-й батальон Ланкаширских фузилеров) (преобразован в пионерский батальон).
- 9-й батальон полка Seaforth Highlanders (пионерский батальон) в составе 9-й дивизии, 1917 г.
- 1/6-й полк Аргайл и Сазерленд Хайлендерс (пионерский батальон) в составе 5-й дивизии, 1917 г.
- 9-й батальон Южного Стаффордширского полка (пионерский батальон) в составе 23-й дивизии, 1917 г.
- 9-й батальон Северного Стаффордширского полка (пионерский батальон) в составе 37-й дивизии, 1915-18 гг.
- 19-й батальон Мидлсекского полка (пионерский батальон) в составе 41-й дивизии, 1917 г.
- 1/5-й Королевский Сассекский полк (пионерский батальон) в составе 48-й дивизии, 1917 г.
- 8-й (пионерный) батальон, Королевский Сассекский полк, дивизионный пионерный батальон
- 2-й (пионерский) батальон Шервудских лесничих.
- Пионерский батальон, Королевские шотландцы.
- 19-й батальон (пионеров), Уэльский полк (Гламорганские пионеры).
- 15-й (пионерский) батальон Королевских фузилеров (полк Лондонского Сити), набранный в Оксфорде, Таме, Дувре, Элхеме и Лайминге, Буде, Вулакомбе и Труро во время Второй мировой войны.
- 5-й (Пионерский) батальон Чеширского полка был назначен «в связи с тем, что заслужил высокую репутацию как землекопы и устроители полевых работ».
- 25-й (пионерский) батальон, Королевский стрелковый корпус[15]
- Пионерский батальон 5-го Королевского ирландского стрелкового корпуса, 1902 - 1922 гг. был создан для строительства новой железной дороги в районе I корпуса на Западном фронте.
- 1-й батальон Монмутширского полка (Территориальные силы) 11 ноября 1915 г: Пионерский батальон 46-й дивизии, юго-западнее Авесны, Франция[16].
- 2-й батальон территориальных сил Монмутширского полка 1 мая 1916 года, вошёл в состав 29-й дивизии как пионерский батальон[17][18].
- 3-й батальон Территориальных сил Монмутширского полка 28 сентября 1915 г., стал пионерским батальоном 28-й дивизии.
- 16-й (пионерский) батальон, Королевские ирландские стрелки.
- 605-й пионерный батальон, Пионерский корпус — использовался для выполнения легких инженерных задач.
- 606-й пионерский батальон, Пионерский корпус — использовался для выполнения легких инженерных задач.
- 23-й пионерский полк, Королевский логистический корпус — расформирован в октябре 2014 года.
- 168 Пионерский полк, Территориальная армия — расформирован в апреле 2014 года.

Австралия
Во время Первой мировой войны Австралия сформировала шесть пионерских батальонов в составе Первых австралийских имперских сил (1st AIF) для службы на Западном фронте, по одному на дивизию:
- 1-й пионерский батальон (Новый Южный Уэльс), 1-я дивизия.
- 2-й пионерский батальон (Западная Австралия), 2-я дивизия.
- 3-й пионерский батальон (Виктория, Квинсленд, Южная Австралия, Западная Австралия), 3-я дивизия.
- 4-й пионерский батальон (Квинсленд), 4-я дивизия.
- 5-й пионерский батальон (Южная Австралия), 5-я дивизия.
- 6-й пионерский батальон, 6-я дивизия (расформирован без участия в боях).

Во время Второй мировой войны в составе Вторых австралийских имперских сил (2nd AIF) были сформированы четыре пионерских батальона:
- 2/1 Австралийский пионерский батальон.
- 2/2 Австралийский пионерский батальон.
- 2/3 Австралийский пионерский батальон.
- 2/4 Австралийский пионерский батальон.

Другие пионерские отряды Второй мировой войны:
- 2/1-я специальная пионерская рота (сформирована в Новом Южном Уэльсе в 1942 году из 9-го учебного пионерского батальона. Поглощена 2/11-й ротой армейских войск в сентябре 1943 г.).
- 2/2-я специальная пионерская рота (сформирована в Новом Южном Уэльсе в 1942 году из 9-го учебного пионерского батальона. Поглощена 2/11-й ротой армейских войск в сентябре 1943 г.).
- 3-я специальная пионерская рота (сформирована в Виктории в марте 1942 года. Переименована в 30-ю трудовую роту в сентябре 1942 г.).
- 2/4-я специальная пионерская рота (сформирована в Виктории в марте 1942 года. Переименована в 29-ю трудовую роту в сентябре 1942 г.).
- 2/5-я пионерская рота (сформирована в Виктории в марте 1942 года. Переименована в 34-й учебный пехотный батальон в мае 1942 г.).
- 7-я специальная пионерская рота (сформирована в Квинсленде в апреле 1942 г. из 7-го учебного пехотного батальона. Расформирована в сентябре 1942 г.)
- 8-я специальная пионерская рота (сформирована в Квинсленде в апреле 1942 г. из 29-го учебного пехотного батальона. Расформирована в сентябре 1942 г.)
- 20-й пионерский батальон (сформирован из 20-го мотострелкового полка в феврале 1945 года. Расформирован в сентябре 1945 г.)

Пионерская рота Торресова пролива (сформирована из жителей островов Торресова пролива, 1943 г. Расформирована в январе 1945 г.).
- Штабные роты пехотных батальонов, служивших в юго-западной части Тихого океана, включали пионерские взводы, что давало командирам батальонов право развертывать пионерские отряды по мере необходимости для выполнения боевых пионерских, пехотных или служебных задач[21][22].

Канада
- 2-й канадский пионерный батальон, Канадский экспедиционный корпус, насчитывал более тысячи человек, чья подготовка давала им сочетание инженерных и пехотных навыков.
- 48-й батальон служил в полевых условиях как 3-й канадский пионерный батальон (48th Canadians), в составе 3-й канадской дивизии.
- 67-й «Западный шотландский» (пионерский батальон), Канадский_экспедиционный_корпус, 1916 год.
- 107-й пионерский батальон.
- 123-й пехотный батальон перепрофилирован в пионерский батальон в январе 1917 г. и заменил 3-й пионерский батальон в мае 1917 г. в качестве пионерского батальона 3-й канадской дивизии.
- 124-й пехотный батальон был переформирован в пионерский батальон в январе 1917 года и стал пионерским батальоном 4-й канадской дивизии.

Новая Зеландия
- Новозеландский пионерский батальон, иногда называемый Пионерским батальоном маори. Батальон состоял из четырех рот, в каждой из которых было по два взвода маори и два взвода европейцев (пакеха), и включал остатки конного стрелкового полка Отаго.

Южная Африка
- Пионерский батальон армии ЮАР.

Индия
Пионерские батальоны Британской индийской армии поступали на службу, проходили строевую подготовку и обучение, как и любой другой батальон туземной пехоты, но проходили дополнительную строевую подготовку.
- 1-й Мадрасский пионерский батальон.
- 2-е Бомбейские пионеры.
- 3-й Сикхский пионерский батальон.
- 4-й Хазарский пионерский батальон.

Другие страны содружества
- Африканский пионерский корпус.

Непал
- 1-й вспомогательный пионерский батальон «Джанги» (численностью 1000 человек).
- Вспомогательный пионерский батальон «Джаганнатха».

Франция
- Пионеры Иностранного легиона — члены Иностранного легиона, которые по традиции открывают все парады легиона. Они отращивают бороды, носят кожаные фартуки и несут топоры во время этих парадов[23].

Германия
Первая мировая война
- Пионеры Императорской германской армии (Pioniere) считались отдельным боевым подразделением, обученным строительству и разрушению укреплений, но часто их использовали как специализированную пехоту, выполнявшую роль боевых инженеров[24]. По одному батальону было придано каждому корпусу.
- Гвардейский пионерный батальон 1 (6 рот, каждая с 20 большими и 18 малыми огнеметами).
- Гвардейский пионерный батальон 2.
- Гвардейский пионерный батальон 3.
- Гвардейский резервный пионерский батальон (создан из резервистов, которые были гражданскими пожарными; батальон был оснащен экспериментальными огнеметами).
- 1-й Баварский пионерный батальон, Первая баварская дивизия (12 отрядов).
- 2-й Баварский пионерский батальон.

Пионерские батальоны Прусской армии:
- 1 Прусский пионерный батальон гвардии - 3 полевые роты, одна резервная рота.
- 12 прусских линейных пионерных батальонов (18 офицеров, 495 человек и 6 человек прочего персонала).
- 2-й пионерный батальон в Штеттине.
- 4-й пионерный батальон при Магдебурге.
- Саксонский пионерный батальон.

Вторая мировая война, Пионерские батальоны немецкой армии:
- Panzer-Pionier-Bataillon (бронетанковый пионерный батальон, выполняющий инженерные задачи при наступлении с маневра)
- Sturmpionierbataillon (штурмовой пионерный батальон, выполняющий инженерные задачи во время пехотного штурма)
- Gebirgs-Pionier-Bataillon 95 - пионерское подразделение, подготовленное для действий в горной местности
- Pionier-Bataillon 233 (дивизионное пионерное подразделение)
- Heeres-Pionier-Bataillon 73 (корпусное пионерное подразделение)
- Пионерский батальон, Лейбштандарте СС Адольф Гитлер, Ваффен-СС
- Пионерские батальоны, эстонская вспомогательная полиция

Россия
Императорская русская армия:
- 1-й пионерный батальон.
- 2-й пионерный батальон.
- 3-й пионерный батальон (позднее 5-й пионерный батальон).
- 4-й пионерный батальон.

США
- Первый пионерский батальон саперов, конный, Армия Соединенных Штатов Америки (1-й бн. мтд. ангр.) (3 компании)
- Первый пионерский инженерный батальон армии Соединенных Штатов (1-я бригада инженерных войск) (3 роты)
- Первая пионерская пехота, армия США (роты A - M)[25]
- 9-й пионерский батальон, армия США.
- 18-й резервный пионерский батальон, армия США.
- Пионерский батальон округа Джефферсон, Пенсильвания (командир — подполковник Хэнс Робинсон).
- Red Patch.
- 1-й пионерский батальон, Корпус морской пехоты США.
- 2-й пионерский батальон, Корпус морской пехоты США.
- 3-й пионерский батальон, Корпус морской пехоты США.
- 4-й пионерский батальон, Корпус морской пехоты США.
- 5-й пионерский батальон Корпуса морской пехоты США (деактивирован в ноябре 1969 г.).
- 31-й военно-морской строительный батальон TAD как пионеры КМП США 5-й полк береговой партии 5-й дивизии морской пехоты (расформирован).
- 71-й военно-морской строительный батальон TAD в качестве пионеров КМП США 3-й дивизии морской пехоты (расформирован).
- 133-й военно-морской строительный батальон TAD в качестве пионеров КМП США в 23-й бригаде морской пехоты, в настоящее время называется «133-й военно-морской мобильный строительный батальон».

## См. также
- Сапёр
- Военный инженер